# Ziroli Winterstein
Ziroli Winterstein (* 14. April 1954 in Singen (Hohentwiel); † 30. Juli 2007 in Hanau) war ein deutscher Jazzgitarrist im Bereich des Gypsy Swing.

## Leben und Wirken
Winterstein, Sohn des Gitarristen Prinzo Winterstein und Bruder des Gitarristen Holzmanno Winterstein, erlebte Kindheit und Jugend als eines von acht Kindern den Sommer über „auf der Reise“ mit dem elterlichen Wohnwagen, im Winter auf dem Hartenberg in Mainz. Das Gitarrespielen lernte er von seinem Vater. Als Rhythmusgitarrist gehörte er seit 1972 zur Gruppe von Häns’che Weiss und seit 1978 zur Band seines Cousins Titi Winterstein, mit dem er zahlreiche Platten einspielte und auch in den USA auftrat. Nach dem Aussteigen von Lulu Reinhardt wurde er dort Sologitarrist. Auch trat er im Duo mit seinem Cousin Biréli Lagrène auf und eröffnete so in den 1980er Jahren einige Konzerte für Paco de Lucía, Al Di Meola & John McLaughlin.
Von 1993 bis 1996 spielte Winterstein als Solo-Gitarrist in der Gadjo-Gruppe salut! mit Rüdiger Wilke (Saxophon), Gerold Heitbaum (Gitarre), Heinz Grah – später Reinhard Glöder – (Kontrabass) und Helen Sachs (Gesang) ca. 200 Konzerte. Auf der salut!-CD Green and Orange, erschienen 1996 bei Edition Collage, sind seine Kompositionen „Farina“, „Valse à Häns’che“ und „Valse à Hojok“ verewigt. Nach 1997 war er mit seinem Ziroli Winterstein Ensemble aktiv, zu dem neben ihm die Gitarristen Vano Bamberger und Terrangi Bamberger gehörten. Dieses trat 2002 gemeinsam mit dem Vokalquartett The Funny Valentines auf dem Montreux Jazz Festival auf. Nach Tom Lord war er zwischen 1972 und 1985 an zehn Jazz-Aufnahmen beteiligt.

## Diskografische Hinweise
- Häns’che Weiss Quintett Musik Deutscher Zigeuner 5 (1973)
- Häns’che Weiss Quintett Fünf Jahre Musik Deutscher Zigeuner (1977) (Deutscher Schallplattenpreis 1978)
- Titi Winterstein Quintett Djinee Tu Kowa Ziro (Erinnerst Du Dich an die Zeit) (1985)
- salut!  Green and Orange  (1996)
- Ziroli Winterstein Ensemble Love Letters (2001)[2]